# Grimm (tv-serie)
 For alternative betydninger, se Grimm (flertydig). (Se også artikler, som begynder med Grimm)
Grimm er en amerikansk fantasy-, og dramaserie som blev sendt på NBC den 28. oktober 2011.

## Handling
Med handlingen som foregår i dagens Portland, Oregon, sætter serien et nyt twist på Brødrene Grimms historier.

## Medvirkende

### Hovedkarakterer
- David Giuntoli som Nick Burkhardt, en politikommissær, der finder ud af, at han stammer fra en række Grimmsjægere, der kæmper mod overnaturlige wesen.
- Russell Hornsby som Hank Griffin, politikommissær og Nicks partner
- Bitsie Tulloch som Juliette Silverton, Nicks kæreste
- Silas Weir Mitchell som Monroe, en omvendt Blutbad, en form for wesen som ligner en varulv og han hjælper Nick med hans sager og er ekspert i alle slags ure.
- Sasha Roiz som Kaptajn Renard, er Politichef og Nicks Chef. Han er også en Zauberbiest, halv Hexenbiest efter sin mor og halv The Royal efter sin far.
- Reggie Lee som Sgt. Wu
- Bree Turner som Rosalee Calvert, ejer en meget speciel krydderierbutik, der er særlig nyttig til at hjælpe forskellige wesen. Hun er en Fuchsbau, en form for wesen, der ligner en ræv og hun bliver gift med Monroe.
- Claire Coffee som Adalind Schade, En advokat og Hexenbiest.

### Tilbagevendende karakterer
- Mary Elizabeth Mastrantonio som Kelly Kessler Burkhardt, Nick Burkhardts mor, som også er en Grimm.
- Jacqueline Toboni som Theresa "Trubel" Rubel, En anden Grimm, der ikke vidste hun er en Grimm, indtil hun mødte Nick.
- Danny Bruno som Bud Wurstner, Han er en bæverlignende wesen, der hedder Eisbiber.